# Ryley Bugay
Kristen Ryley Sy Bugay (* 23. Januar 1996 in West Lafayette, Indiana) ist eine in den USA geborene philippinische Fußballspielerin.

## Karriere

### Vereine
Ab 2015 war sie bis 2018 für die College-Mannschaft Marquette Golden Eagles aktiv. Von hier schloss sie sich dann im Sommer 2019 der Mannschaft des 1. FC Saarbrücken an. Hier kam sie von August bis November zu zehn Einsätzen in der Liga in welchen sie drei Tore schoss. Bei zwei Spielen im DFB-Pokal kam dann noch einmal ein Tor dazu. Danach kam sie aber nicht mehr zum Einsatz und verließ den Verein auch nach Saisonende.
Danach startete sie noch einmal ein Medizin-Studium an der Indiana University. Derzeit ist sie ohne bekannten Klub.

### Nationalmannschaft
Mit der A-Nationalmannschaft war sie erstmals im November 2017 zusammen. Ihr Debüt machte sie dann irgendwann im Jahr 2018 vor oder bei der Asienmeisterschaft 2018, für welche sie nominiert wurde. Bei dieser Endrunde kam sie zu vier Einsätzen und landete mit ihrem Team am Ende auf dem sechsten Platz.
Einige Jahre später qualifizierte sie sich mit ihrer Mannschaft dann auch für die Asienmeisterschaft 2022 und erreichte mit ihrem Team  hier erstmals in der Geschichte den Halbfinaleinzug. Zwar verlor sie mit ihren Mitspielerinnen hier gegen Südkorea, jedoch gelang so auch die erste Qualifizierung für eine Weltmeisterschaft.
Am 9. Juli 2023 wurde sie dann für den Kader bei der Weltmeisterschaft 2023 nominiert.